# André Dupeyrat
André Dupeyrat, né le 8 mars 1902 à Cherbourg, mort le 29 décembre 1982 à Marseille, est un prêtre-missionnaire français qui appartenait à la congrégation des Missionnaires du Sacré-Cœur (en latin : Missionarii Sacratissimi Cordis) d'Issoudun. Il était en mission durant une vingtaine d'années dans la tribu des Fouyoughés dans le district de Goilala (en) en Province centrale.
Il a consacré de nombreux ouvrages d'ethnologie à la Papouasie qui ont été traduits en plusieurs langues.

## Œuvres
- Marie-Thérèse Noblet, missionnaire en Papouasie, Lyon : Éd. Ange-Michel, 1930
- Papouasie. Histoire de la mission 1885-1935, Issoudun : Archiconfrérie de Notre-Dame du Sacré-Cœur, 1935, prix Verrière de l’Académie française en 1936
- La Vie des Papous, Issoudun : Archiconfrérie de Notre-Dame du Sacré-Cœur, 1936
- Le Premier Apôtre des Papous : Monseigneur Henri Verjus, Archiconfrérie de Notre-Dame du Sacré-Cœur, 1937
- Le Sanglier de Kouni : Père Chabot, missionnaire en Papouasie, Issodun : Archiconfrérie de Notre-Dame du Sacré-Cœur, 1951, prix Marcelin Guérin de l’Académie française
- Vingt et un ans chez les Papous, Paris : Arthème Fayard, 1952, préface de Paul Claudel, prix Juteau-Duvigneaux de l’Académie française en 1953.
- Jours de fête chez les Papous, Paris : Éditions du vieux Colombier, 1954
- Sainteté au naturel. Alain de Boismenu, évêque des Papous, vu à travers ses lettres (avec François de la Noë), Paris : Arthème Fayard, 1958.
- La Bête et le Papou, Paris : Albin Michel, 1962
- Briseurs de lances chez les Papous, Paris : Albin Michel, 1964